# Батумська декларація
Батумська декларація, або Декларація Батумського саміту — декларація, яку 19 липня 2021 року під час саміту Асоційованого тріо в Батумі за участю президента Європейської Ради Шарля Мішеля підписали Президент України Володимир Зеленський, Президент Грузії Саломе Зурабішвілі та Президент Молдови Мая Санду. У цій декларації очільники країн підтвердили свої зобов'язання співпрацювати задля мирного та демократичного європейського майбутнього трьох країн.